# Вільям Ларнд
Вільям Ларнд (англ. William Larned; 30 грудня 1872 — 16 грудня 1926) — колишній американський тенісист.
Найвищу одиночну позицію світового рейтингу — 1 місце досяг 1901 року (за даними ITHF).
Здобув 48 одиночних титулів.
Перемагав на турнірах Великого шолома в одиночному розряді.
Завершив кар'єру 1911 року.

## Фінали турнірів Великого шолома

### Одиночний розряд: 9 (7–2)
| Результат | Рік  | Турнір                     | Покриття | Суперник           | Рахунок                 |
| --------- | ---- | -------------------------- | -------- | ------------------ | ----------------------- |
| Поразка   | 1900 | Національний чемпіонат США | Трава    | Малкольм Вітман    | 4–6, 6–1, 2–6, 2–6      |
| Перемога  | 1901 | Національний чемпіонат США | Трава    | Білс Райт          | 6–2, 6–8, 6–4, 6–4      |
| Перемога  | 1902 | Національний чемпіонат США | Трава    | Реджинальд Догерті | 4–6, 6–2, 6–4, 8–6      |
| Поразка   | 1903 | Національний чемпіонат США | Трава    | Лоренс Догерті     | 0–6, 3–6, 8–10          |
| Перемога  | 1907 | Національний чемпіонат США | Трава    | Роберт Лерой       | 6–2, 6–2, 6–4           |
| Перемога  | 1908 | Національний чемпіонат США | Трава    | Білс Райт          | 6–1, 6–2, 8–6           |
| Перемога  | 1909 | Національний чемпіонат США | Трава    | Вільям Клотієр     | 6–1, 6–2, 5–7, 1–6, 6–1 |
| Перемога  | 1910 | Національний чемпіонат США | Трава    | Том Банді          | 6–1, 5–7, 6–0, 6–8, 6–1 |
| Перемога  | 1911 | Національний чемпіонат США | Трава    | Моріс Мак-Лафлін   | 6–4, 6–4, 6–2           |

## Часовий графік результатів
| W | Ф | ПФ | ЧФ | #Р | КТ | К# | DNQ | A | NH |

Для турнірів з раундом виклику: (WC) won; (CR) програв у раунді виклику; (ФA) all comers' finalist
|                                        | 1891                                   | 1892                                   | 1893                                   | 1894                                   | 1895                                   | 1896                                   | 1897                                   | 1898                                   | 1899                                   | 1900                                   | 1901                                   | 1902                                   | 1903                                   | 1904                                   | 1905                                   | 1906                                   | 1907                                   | 1908                                   | 1909                                   | 1910                                   | 1911                                   | SR     | В-П   | Win % |
| Турніри Великого шлему                 | Турніри Великого шлему                 | Турніри Великого шлему                 | Турніри Великого шлему                 | Турніри Великого шлему                 | Турніри Великого шлему                 | Турніри Великого шлему                 | Турніри Великого шлему                 | Турніри Великого шлему                 | Турніри Великого шлему                 | Турніри Великого шлему                 | Турніри Великого шлему                 | Турніри Великого шлему                 | Турніри Великого шлему                 | Турніри Великого шлему                 | Турніри Великого шлему                 | Турніри Великого шлему                 | Турніри Великого шлему                 | Турніри Великого шлему                 | Турніри Великого шлему                 | Турніри Великого шлему                 | Турніри Великого шлему                 | 7 / 20 | 66–14 | 82.50 |
| -------------------------------------- | -------------------------------------- | -------------------------------------- | -------------------------------------- | -------------------------------------- | -------------------------------------- | -------------------------------------- | -------------------------------------- | -------------------------------------- | -------------------------------------- | -------------------------------------- | -------------------------------------- | -------------------------------------- | -------------------------------------- | -------------------------------------- | -------------------------------------- | -------------------------------------- | -------------------------------------- | -------------------------------------- | -------------------------------------- | -------------------------------------- | -------------------------------------- | ------ | ----- | ----- |
| Відкритий чемпіонат Франції з тенісу   | тільки серед членів Французького клубу | тільки серед членів Французького клубу | тільки серед членів Французького клубу | тільки серед членів Французького клубу | тільки серед членів Французького клубу | тільки серед членів Французького клубу | тільки серед членів Французького клубу | тільки серед членів Французького клубу | тільки серед членів Французького клубу | тільки серед членів Французького клубу | тільки серед членів Французького клубу | тільки серед членів Французького клубу | тільки серед членів Французького клубу | тільки серед членів Французького клубу | тільки серед членів Французького клубу | тільки серед членів Французького клубу | тільки серед членів Французького клубу | тільки серед членів Французького клубу | тільки серед членів Французького клубу | тільки серед членів Французького клубу | тільки серед членів Французького клубу | 0 / 0  | 0–0   | –     |
| Вімблдонський турнір                   |                                        |                                        |                                        |                                        |                                        | ЧФ                                     |                                        |                                        |                                        |                                        |                                        |                                        |                                        |                                        | ЧФ                                     |                                        |                                        |                                        |                                        |                                        |                                        | 0 / 2  | 5–2   | 71.43 |
| Відкритий чемпіонат США з тенісу       | 3р                                     | ФA                                     |                                        | ФA                                     | ФA                                     | ФA                                     | ПФ                                     |                                        |                                        | CR                                     | П                                      | WC                                     | CR                                     | ПФ                                     | ПФ                                     | 2р                                     | П                                      | WC                                     | WC                                     | WC                                     | WC                                     | 7 / 18 | 61–12 | 83.56 |
| Відкритий чемпіонат Австралії з тенісу | не проводили                           | не проводили                           | не проводили                           | не проводили                           | не проводили                           | не проводили                           | не проводили                           | не проводили                           | не проводили                           | не проводили                           | не проводили                           | не проводили                           | не проводили                           | не проводили                           |                                        |                                        |                                        |                                        |                                        |                                        |                                        | 0 / 0  | 0–0   | –     |
| В-П                                    | 2–1                                    | 5–1                                    | 4–1                                    | 5–1                                    | 5–1                                    | 7–2                                    | 4–1                                    | 0–0                                    | 0–0                                    | 6–1                                    | 5–0                                    | 1–0                                    | 0–1                                    | 4–1                                    | 7–2                                    | 0–1                                    | 7–0                                    | 1–0                                    | 1–0                                    | 1–0                                    | 1–0                                    |        |       |       |